# Folklore international
Questo disco pubblicato nel 1973 dalla Eterna/VEB Deutsche Schallplatten (etichetta della Germania Est) documenta, come indicato sulla copertina, il decimo "Festival mondiale della gioventù e degli studenti" (Weltfestspiele der jugend und studenten) svoltosi a Berlino Est nel 1973. Al suo interno si trovano brani incisi dagli artisti, provenienti da svariate parti del mondo (Cile, Argentina, Bulgaria, Vietnam, Nigeria, Sudafrica, Cuba, Ungheria, Russia, Guinea-Bissau), che parteciparono all'evento. Il brano degli Inti-Illimani è qui in una nuova versione diversa sia da quella presente all'interno del disco Inti-Illimani sia da quella che pochi mesi dopo incideranno nel loro primo disco italiano Viva Chile!.

## Tracce
1. I shall sing - Miriam Makeba
2. Padapada - Miriam Makeba
3. La fiesta de San Benito - Inti-Illimani
4. Ungarische volkslieder - Kamilla Davoi Nagy
5. Quadriga - Volksinstrumentenorchester der Musikschule Kotel
6. Die strasse entlang - Staatliches ensemble der Volker Sibiriens
7. La muerte del carnaval - Quinteto tiempo
8. De cojinillo - Quinteto tiempo
9. Allahwkbarr - OFO-The black company
10. Armando - Folkloregruppe der befreiten Gebiete
11. Quang binh, vinh linh - Tien Tho & Instrumentalgruppe des gesangs und tanzenensembles der jugend der DRV
12. I shall sing - Ensemble der jugend der DRV
13. Arroz con leche - Orchester der nationalen streitkrafte Cuba